# Барселонета
Барселонета, или Малая Барселона (кат. La Barceloneta, Ла-Барселонета), — квартал барселонского района Старый город (кат. Ciutat Vella), лежащий между главным портом и Олимпийской деревней, то есть между проспектом Жоана де Борбо (Passeig Joan de Borbo)́ и Морским проспектом (Passeig Maritim). Квартал расположен на намывных землях и клином вдаётся в Средиземное море. Его застройка началась в XVIII веке при сооружении нового причала, и в нём традиционно селились мореплаватели и рыбаки. Проект квартала был сделан военными инженерами и предусматривал прямолинейную равномерную планировку улиц, застроенных равновысокими зданиями со схожими фасадами. Несмотря на последующие изменения, район сохранил свой первоначальный характер.
Сейчас Барселонета представляет собой скопление живописных узких улочек, где расположено бесчисленное множество ресторанов морской кухни. Из него можно добраться до песчаных пляжей и канатной дороги, протянутой между башней Святого Себастьяна и холмом Монжуик.